# Solitaire (lied van Neil Sedaka)
Solitaire is een lied dat werd geschreven door Neil Sedaka en Phil Cody. Sedaka bracht het in 1972 uit op zijn gelijknamige album. Drie jaar later verscheen het ook op de B-kant van zijn single The queen of 1964.
Het lied werd een groot aantal malen gecoverd, zoals op albums van bekende artiesten als Petula Clark (Now, 1972), Shirley Bassey (All by myself, 1982) en Nana Mouskouri (Nana, 1984). Daarnaast waren er hitsingles voor Andy Williams, The Carpenters, Elvis Presley, Patricia Paay en Clay Aiken. Verder verschenen meer dan tien instrumentale versies, en vertalingen in het Fins, Frans en twee versies in het Zweeds. Ook veel vertaalde versies werden later weer gecoverd.

## Andy Williams
De Britse zanger Andy Williams bracht Solitaire in 1973 uit op een single en daarnaast als openingslied op zijn gelijknamige album. Zijn opname werd geproduceerd door Richard Perry. Op de B-kant van zijn single staat het lied My love. Zijn single werd een grote hit in eigen land.
Hitnoteringen
| Land/hitlijst     | Pieknotering | weken |
| ----------------- | ------------ | ----- |
| VS Billboard (AC) | 23           | ?     |
| UK Singles Chart  | 4            | 18    |

## The Carpenters
In 1975 hadden The Carpenters een hit in onder meer Frankrijk en enkele Engelstalige landen. Op de B-kant van de single staat Love me for what I am. Daarnaast kwamen beide nummers uit op hun album Horizon. Het werk werd geproduceerd door de broer uit het duo, Richard Carpenter.
Het was uiteindelijk de derde single die afkomstig was van hun album Horizon. Het Carpenter-duo was zelf niet weg van het nummer, maar nam het toch op omdat Karen Carpenter er de capaciteiten van haar stem mee kon laten horen. Ook nadat de single een succes bleek, veranderde hun mening niet.
Hitnoteringen
| Land/hitlijst     | Pieknotering | weken |
| ----------------- | ------------ | ----- |
| VS Hot 100        | 17           | 10    |
| VS Billboard (AC) | 1            | ?     |
| UK Singles Chart  | 32           | 5     |
| NZ Recorded Music | 6            | 11    |
| Frankrijk         | 2            | 5     |

## Elvis Presley
Anderhalf jaar na de dood van Elvis Presley, in maart 1979, verscheen nog een opname van Solitaire van hem op zowel een A- als B-kant van een single. Op de andere zijde stond het nummer Are you sincere. Het nummer verscheen dat jaar ook op zijn album Our memories of Elvis. Ervoor, nog tijdens zijn leven in 1976, werd het ook al eens uitgebracht op zijn album From Elvis Presley Boulevard, Memphis, Tennessee (1976). De single behaalde een notering in de Amerikaanse Hot Country Songs.
Hitnoteringen
| Land/hitlijst        | Pieknotering | weken |
| -------------------- | ------------ | ----- |
| VS Hot Country Songs | 10           | ?     |

## Patricia Paay
Voor de Nederlandse zangeres Patricia Paay was dit in 1983 de laatste hitsingle, voordat ze enkele jaren verderging in het meidentrio The Star Sisters. Op de B-kant van de single staat het nummer For once and for all. Beide nummers kwamen terug op haar album Dreamworld. Jaap Eggermont was in deze jaren haar vaste producer. De single werd een hit voor Paay in Nederland en Vlaanderen.
Hitnoteringen
| Hitlijst            | Pieknotering | weken |
| ------------------- | ------------ | ----- |
| Nederlandse Top 40  | 16           | 5     |
| Nationale Hitparade | 24           | 6     |
| Vlaamse Ultratop 50 | 5            | 7     |

## Clay Aiken
Clay Aiken, onder meer bekend door zijn deelname aan American Idol in 2003, bracht dit lied samen met het nummer The Way uit op een cd-single. Deze werd een hit in de Verenigde Staten en Canada. Solitaire kwam niet uit op een van zijn albums.
Hitnoteringen
| Land/hitlijst          | Pieknotering | weken |
| ---------------------- | ------------ | ----- |
| VS Hot 100             | 4            | 8     |
| VS Billboard (AC)      | 27           | ?     |
| Canadian Digital Songs | 1            | 15    |